# Lista de largos do Porto
Os largos do Porto perfazem um total de 79.
| Arruamento                                   | Freguesia(s)             | Homenageia                                                 |
| -------------------------------------------- | ------------------------ | ---------------------------------------------------------- |
| Largo Actor Dias                             | Sé                       | António Dias Guilhermino                                   |
| Largo da Alfândega                           | Miragaia                 | Alfândega Nova                                             |
| Largo da Beneditina                          | Foz do Douro             |                                                            |
| Largo da Carvalhosa                          | Cedofeita                |                                                            |
| Largo da Costa Nova                          | Lordelo do Ouro          |                                                            |
| Largo da Cruz                                | Paranhos                 | Cruz Cristã                                                |
| Largo da Estação                             | Campanhã                 | Estação Ferroviária de Campanhã                            |
| Largo da Fontinha                            | Santo Ildefonso          |                                                            |
| Largo da Igreja                              | Foz do Douro             | Igreja Paroquial de São João da Foz do Douro               |
| Largo da Igreja de Paranhos                  | Paranhos                 | Igreja de São Verissimo de Paranhos                        |
| Largo da Lapa                                | Cedofeita                | Igreja de Nossa Senhora da Lapa                            |
| Largo da Maternidade de Júlio Dinis          | Cedofeita e Massarelos   | Maternidade de Júlio Dinis                                 |
| Largo da Paz                                 | Cedofeita                |                                                            |
| Largo da Pena Ventosa                        | Sé                       | Morro da Pena Ventosa                                      |
| Largo da Póvoa de Varzim                     | Lordelo do Ouro          | Póvoa de Varzim                                            |
| Largo da Ramada Alta                         | Cedofeita                |                                                            |
| Largo da Ramadinha                           | Santo Ildefonso          |                                                            |
| Largo da Saudade                             | Massarelos               |                                                            |
| Largo de Alberto Pimentel                    | Cedofeita                | Alberto Pimentel                                           |
| Largo de Alexandre Sá Pinto                  | Cedofeita e Massarelos   | Alexandre Sá Pinto                                         |
| Largo de António Cálem                       | Lordelo do Ouro          | António Cálem                                              |
| Largo de António Ramalho                     | Ramalde                  | António Ramalho                                            |
| Largo de Artur Arcos                         | Miragaia                 | Artur Arcos                                                |
| Largo de Chaves de Oliveira                  | Campanhã                 | Chaves de Oliveira                                         |
| Largo de D. João III                         | Lordelo do Ouro          | D. João III                                                |
| Largo de Diogo Gomes                         | Lordelo do Ouro          | Diogo Gomes                                                |
| Largo de Ferreira Lapa                       | Massarelos               | João Ignácio Ferreira Lapa                                 |
| Largo de Godim                               | Bonfim e Campanhã        |                                                            |
| Largo de José Moreira da Silva               | Bonfim                   | José Moreira da Silva                                      |
| Largo de Maceda                              | Campanhã                 |                                                            |
| Largo de Mazagão                             | Paranhos                 | Mazagão (Marrocos)                                         |
| Largo de Mira                                | Lordelo do Ouro          |                                                            |
| Largo de Mompilher                           | Cedofeita e Vitória      | Mompilher (Montpellier)                                    |
| Largo de Nevogilde                           | Aldoar e Nevogilde       |                                                            |
| Largo de Noeda                               | Campanhã                 |                                                            |
| Largo de Pinto Correia                       | Lordelo do Ouro          | Pinto Correia                                              |
| Largo de Primeiro de Dezembro                | Sé                       | Restauração da Independência (1 de dezembro de 1640)       |
| Largo de S. Dinis                            | Paranhos                 | São Dinis                                                  |
| Largo de S. Domingos                         | Sé e Vitória             | São Domingos de Gusmão                                     |
| Largo de S. João Novo                        | Miragaia                 | São João de São Fagundo                                    |
| Largo de São Pedro                           | Campanhã                 | São Pedro                                                  |
| Largo de São Pedro de Miragaia               | Miragaia                 | São Pedro                                                  |
| Largo de Santa Catarina                      | Lordelo do Ouro          | Santa Catarina de Alexandria                               |
| Largo de S. Domingos                         | São Nicolau              | São Domingos de Gusmão                                     |
| Largo de Soares dos Reis                     | Bonfim                   | António Soares dos Reis                                    |
| Largo de Tomé Pires                          | Aldoar e Lordelo do Ouro | Tomé Pires                                                 |
| Largo de Três de Fevereiro                   | Aldoar                   | Revolta de 3 de fevereiro de 1927                          |
| Largo de Vilaverde                           | Campanhã                 |                                                            |
| Largo do Actor Dias                          | Sé                       | António Guilhermino Dias                                   |
| Largo do Adro                                | Massarelos               |                                                            |
| Largo do Bom Sucesso                         | Massarelos               | Nossa Senhora do Bom Sucesso                               |
| Largo do Camarão                             | Bonfim e Sé              |                                                            |
| Largo do Campo Lindo                         | Paranhos                 |                                                            |
| Largo do Capitão Pinheiro Torres de Meireles | Foz do Douro             | Francisco Xavier Pinheiro Torres de Meireles               |
| Largo do Colégio                             | São Nicolau e Sé         | Igreja e Colégio de São Lourenço (Convento dos Grilos)     |
| Largo do Cruzinho                            | Massarelos               |                                                            |
| Largo do Curso Silva Monteiro                | Lordelo do Ouro          | Curso de Música Silva Monteiro                             |
| Largo do Dr. Pedro Vitorino                  | Sé                       | Pedro Vitorino                                             |
| Largo do Dr. Tito Fontes                     | Santo Ildefonso          | Tito Fontes                                                |
| Largo do Duque da Ribeira                    | Sé                       | Deocleciano Monteiro, Duque da Ribeira                     |
| Largo do Eng.º António de Almeida            | Ramalde                  | António de Almeida                                         |
| Largo do Leal                                | Santo Ildefonso          |                                                            |
| Largo do Maestro Miguel Ângelo               | Lordelo do Ouro          | Miguel Ângelo                                              |
| Largo do Moinho de Vento                     | Vitória                  |                                                            |
| Largo do Padrão                              | Bonfim e Santo Ildefonso |                                                            |
| Largo do Padre Américo                       | São Nicolau              | Américo Monteiro de Aguiar (Padre Américo)                 |
| Largo do Padre Baltazar Guedes               | Bonfim                   | Baltazar Guedes                                            |
| Largo do Padre José de Oliveira              | Campanhã                 | José de Oliveira                                           |
| Largo do Passadiço                           | Ramalde                  |                                                            |
| Largo do Priorado                            | Cedofeita                |                                                            |
| Largo do Prof. Abel Salazar                  | Miragaia e Vitória       | Abel Salazar                                               |
| Largo do Rio da Bica                         | Foz do Douro             |                                                            |
| Largo do Terreirinho                         | São Nicolau              |                                                            |
| Largo do Terreiro                            | São Nicolau              |                                                            |
| Largo do Viriato                             | Miragaia                 | Viriato                                                    |
| Largo dos Afectos                            | Campanhã                 |                                                            |
| Largo dos Arcos da Ribeira                   | São Nicolau              |                                                            |
| Largo dos Cisnes                             | Ramalde e Sé             |                                                            |
| Largo dos Lóios                              | Sé e Vitória             | Convento da Congregação de Cónegos de São João Evangelista |
| Largo Luís Braille                           | Cedofeita                | Luís Braille                                               |
| Largo Palmira Milheiro                       | Paranhos                 | Palmira Milheiro                                           |